# Jezioro Strzemielskie
Jezioro Strzemielskie (potocznie Biały Zdrój) – jezioro na Wysoczyźnie Łobeskiej, położone w gminie Łobez, w powiecie łobeskim, w woj. zachodniopomorskim. Powierzchnia zbiornika wynosi 15,20 ha.
Jezioro Strzemielskie w typologii rybackiej jest jeziorem linowo-szczupakowym.
Znaczna część powierzchni jeziora zajmują trzcinowiska i roślinność mszarna. Jezioro Strzemielskie jest otoczone w całości przez mokradła i bagna, co sprawia, że dostęp do jeziora jest utrudniony.
Ok. 0,5 km na zachód od jeziora leży wieś Strzmiele, od której jezioro wzięło nazwę. Ok. 0,4 km na północny wschód od brzegu Jeziora Strzemielskiego znajduje się jezioro Nacmierz.
Przez jezioro przepływa struga Meszna, która uchodzi rzeki Regi.
Na wodach Jeziora Strzemielskiego obowiązuje zakaz używania jednostek pływających z napędem spalinowym.
W 1955 roku zmieniono urzędowo niemiecką nazwę jeziora – Grosser-See, na polską nazwę – Wielgie. W 2006 roku Komisja Nazw Miejscowości i Obiektów Fizjograficznych w wykazie hydronimów przedstawiła nazwę Jezioro Strzemielskie.